# Decurionato
Dal tardo Medioevo sino all'età napoleonica il decurionato costituiva l'insieme delle persone che si occupavano di ciò che attualmente chiameremmo amministrazione comunale. Era costituito da un numero ristretto di persone elette per sorteggio e sottoposto a un rigoroso controllo dell'intendente, che rappresentava il potere regio. Solo coloro che erano iscritti nella lista degli "eligibili", approvata dagli intendenti, potevano far parte del decurionato.
Nei paesi fino a 3 000 abitanti il decurione, che poteva anche essere analfabeta, doveva possedere una rendita annua non inferiore a 24 ducati, in quelli fino a 6 000 una rendita doppia e in quelli più popolosi una rendita quadrupla, e assieme agli altri decurioni costituiva i due terzi dell'organo collegiale, percentuale ridotta nel 1806 ad un terzo.
I decurioni erano tre ogni 1 000 abitanti, si riunivano almeno una volta al mese, e con l'intervento del sindaco, del cancelliere comunale e del parroco redigevano la lista di leva, proponendo alle autorità competenti le guardie urbane ordinarie e supplenti.

## Nei Regni di Napoli e delle Due Sicilie
A partire dal periodo dei re napoleonidi Giuseppe Bonaparte e Gioacchino Murat, nel Regno di Napoli gli odierni comuni, chiamati in precedenza "Università" e con a capo un governatore di nomina regia, furono ridenominati "decurionati". Alle decisioni del decurionato potevano prendere parte tutti i cittadini (i "decurioni") con una rendita superiore a 24 ducati per i paesi fino a 3 000 abitanti, con limiti aumentati per i comuni di dimensioni maggiori. La carica di sindaco era invece elettiva.